# Stephanie Eggink
Pour les articles homonymes, voir Eggink.
Stephanie Eggink née le 12 juillet 1988 à Miami en Floride (États-Unis), est une boxeuse et une pratiquante de MMA américaine. Elle combat actuellement à l'Invicta Fighting Championships.

## Biographie
Stephanie Eggink a commencé la boxe à l'âge de 16 ans. Elle a ensuite essayé quelque temps le taekwondo et a également joué au football. Plus tard elle est passée boxeuse professionnelle et a finalement pris la voie du MMA.

## Parcours en MMA

### Carrière amateur
Stephanie Eggink commence sa carrière amateur le 2 juillet 2010 à Las Vegas dans le Nevada face à l'Américaine Jillian Lybarger lors de l'événement Tuff-N-Uff: Tuff Girls. Elle soumet son adversaire par étranglement en triangle et signe son premier succès.

### Carrière professionnelle
Le 25 juin 2011 à Great Falls, dans le Montana Stephanie Eggink fait ses débuts professionnels lors de l'événement Crowbar MMA: Rumble at the Fair. Elle soumet son adversaire par clé de bras dès la première reprise.

### Xtreme Fighting Championships
Stephanie Eggink remporte le titre XFC Championship poids pailles le 6 septembre 2013 face à l'Américaine Angela Magana en combat principal de l'événement 'XFC 25: Boiling Point' en remporte la victoire par soumission au troisième round.

### Invicta Fighting Championships
Le 6 septembre 2014 à Kansas City, dans le Missouri Stephanie Eggink est opposée à la Finlandaise Katja Kankaanpää. Elle combat pour la première fois au sein de l'Invicta FC et le titre vacant Invicta Fighting Championships poids pailles est en jeu. Mais elle ne parviens pas à s'imposer et s'incline par soumission. Stephanie Eggink perd pour la seconde fois et son compteur MMA passe à 4-2.

### Les origines de son surnom
Stephanie Eggink a un surnom Snowflake (Flocon de neige) qui lui a été donné lorsqu'elle était amateur. Soupsonnée d'utiliser de la drogue, elle a été blanchie de toute accusation d'où son surnom. Elle dit aussi que le fait qu'elle soit blanche et unique dans sa façon de combattre fait penser à un flocon de neige.

## Palmarès en MMA
| 7 combats      | 4 victoires | 3 défaites |
| Par KO         | 0           | 2          |
| Par soumission | 2           | 1          |
| Sur décision   | 2           | 0          |

| Résultat | Record | Adversaire        | Méthode                                            | Événement                         | Date             | Round | Temps | Lieu                                     | Notes                                                             |
| -------- | ------ | ----------------- | -------------------------------------------------- | --------------------------------- | ---------------- | ----- | ----- | ---------------------------------------- | ----------------------------------------------------------------- |
| Défaite  | 4–3    | Angela Hill       | Ko (coups de poing)                                | Invicta FC 16: Hamasaki vs. Brown | 11 mars 2016     | 2     | 2:36  | Las Vegas, Nevada, États-Unis            |                                                                   |
| Défaite  | 4–2    | Katja Kankaanpää  | Soumission (étranglement en triangle d'arce choke) | Invicta FC 8: Waterson vs. Tamada | 6 septembre 2014 | 5     | 2:03  | Kansas City, Missouri, États-Unis        | Pour le titre vacant Invicta Fighting Championships poids pailles |
| Victoire | 4–1    | Angela Magana     | Soumission (étranglement en triangle)              | XFC 25: Boiling Point             | 6 septembre 2013 | 2     | 3:10  | Albuquerque, Nouveau-Mexique, États-Unis | Remporte le titre XFC Championship poids pailles                  |
| Victoire | 3–1    | Brianna Van Buren | Décision unanime                                   | XFC 23: Louisville Slugfest       | 19 avril 2013    | 3     | 5:00  | Louisville, Kentucky, États-Unis         |                                                                   |
| Victoire | 2–1    | Heather Jo Clark  | Décision unanime                                   | XFC 21: Night of Champions 2      | 7 décembre 2012  | 3     | 5:00  | Nashville, Tennessee, États-Unis         |                                                                   |
| Défaite  | 1–1    | Kaline Medeiros   | KO (coups de poing)                                | EB: Beatdown at 4 Bears 10        | 21 mars 2012     | 1     | 0:07  | New Town, Dakota du Nord, États-Unis     |                                                                   |
| Victoire | 1–0    | Trisha Clark      | Soumission (clé de bras)                           | Crowbar MMA: Rumble at the Fair   | 25 juin 2011     | 1     | 2:21  | Great Falls, Montana, États-Unis         |                                                                   |